# حرب الأنجلو-مانيبور
حرب الأنجلو-مانيبور (بالإنجليزية: The Anglo-Manipur War)‏. كانت صراعًا مسلحًا بين الإمبراطورية البريطانية ومملكة مانيبور. استمرت الحرب منذ 31 مارس حتى 27 أبريل 1891، وانتهت بانتصار بريطاني.

## الخلفية
في الحرب الإنجليزية البورمية الأولى، ساعد البريطانيون الأمير غامبهير سينغ على استعادة مملكة مانيبور المحتلة من قِبل البورميين حتى ذلك الوقت. ولاحقًا أضحت مانيبور محمية بريطانية. بدءًا من عام 1835، انتدب البريطانيون وكيلًا سياسيًا في مانيبور.
في عام 1890، شغل سوراتشاندرا سينغ منصب الماهاراجا الحاكم. وكان شقيقه كولاتشاندرا سينغ هو اليوفراج (الوريث الواضح) وشقيقه الآخر تيكندراجيت سينغ القائد العسكري (سيناباتي). وكان فرانك غريموود الوكيل السياسي البريطاني.
يُقال إن تيكندراجيت كان ألمع أشقائه، وجمعته أيضًا علاقة طيبة مع الوكيل السياسي. ووفقًا للمؤرخة كاثرين بريور، فإن النفوذ البريطاني اتكأ على المساعدات العسكرية التي قدموها إلى الأسرة الحاكمة التي تراجعت في ثمانينيات القرن التاسع عشر ما دفع تيكندراجيت إلى التشكيك بجدوى التحالف البريطاني.

## الانقلاب والتمرد
في 21 سبتمبر 1890، قاد تيكندراجيت سينغ انقلابًا على القيادة من داخل الحكومة، وأطاح بالماهاراجا سوراتشاندرا سينغ ونصّب كولاتشاندرا سينغ حاكمًا. أعلن أيضًا أنه اليوفراج الجديد. اتخذ سوراتشاندرا سينغ من المقيمية البريطانية ملجًا له حيث ساعده غريموود على الفرار. كان الماهاراجا قد أعطى انطباعًا وكأنه يتنازل عن العرش، لكن بعد وصوله إلى الأراضي البريطانية في مقاطعة آسام المجاورة تراجع وأراد العودة إلى الولاية. وقد نصحه كل من الوكيل السياسي وكبير مفوضي آسام، جيمس والاس كوينتون، بالعدول عن الفكرة.

وصل سوراتشاندرا سينغ إلى كلكتا وناشد حكومة الهند تذكير البريطانيين بالخدمات التي قدمها. في 24 يناير 1891، أوعز الحاكم العام إلى رئيس مفوضي آسام بتسوية المسألة بالذهاب إلى مانيبور:
يرى الحاكم العام في المجلس أنه ينبغي أن تزور مانيبور لغرض معلن ألا وهو اتخاذ قرار بشأن الأسس الموضوعية للقضية وإنفاذه إن لزم الأمر. على الأرجح يجدر بك أن تصطحب قوة كافية للتغلب على المتآمرين. ومن المحتمل أن تفي مجموعة صغيرة جدًا بالغرض، ويمكن أخذ العدد الكافي من كاشار أو كوهيما.
أقنع كبير المفوضين كوينتون الحكومة في كلكتا بأنه لن يكون ثمة فائدة من محاولة إعادة الماهاراجا. وجرت الموافقة على ذلك، بيد أن الحكومة أرادت تأديب السيناباتي تيكندراجيت سينغ.
وصل كوينتون إلى مانيبور في 22 مارس 1891 بحراسة 400 جوركا تحت قيادة العقيد سكين. كانت الخطة تتلخص في عقد دربار في مقيمية اليوفراج السابق كولاتشاندرا سينغ (الذي يُـعَد الآن الوصي على العرش) بحضور جميع النبلاء، ومطالبتهم بتسليم السيناباتي. حضر الوصيّ الداربار، لكن دون السيناباتي. وفي اليوم التالي، جرت محاولة أخرى لم تكلل بالنجاح أيضًا. أمر كوينتون بإلقاء القبض على السيناباتي في معقله الخاص، ومن المثبت أنه قد جرى صده وفُرض الحصار على المقيمية. وأخيرًا ذهب كوينتون للتفاوض مع تيكندراجيت برفقة غريموود وسكين وضباط بريطانيين آخرين. فشلت المحادثات وهوجم الطرف البريطاني أثناء طريق العودة من قبل «حشد غاضب». قُتل غريموود طعنًا بالرماح، وفرَّ الآخرون إلى الحصن. بيد أن الحشد اقتادهم ليلًا إلى الخارج وأعدمهم وكان كوينتون من ضمنهم.
وطبقًا لروايات لاحقة، كان كوينتون قد اقترح على كولاتشاندرا سينغ وقف كل الأعمال العدائية وأن يعود إلى كوهيما (في ناغا هيلز شمال مانيبور). لم يرَ كولاتشاندرا وتيكندراجيت المقترحات إلا محض خدعة.
اصطحب اثنان من صغار الضباط وسط ظلمة الليل باقي القوات البريطانية المحاصرة إلى جانب زوجة فرانك غريموود، إيثيل غريموود إلى خارج المقيمية. كان انسحابًا غير منظمًا. التقوا في الغابات بفرقة إغاثة قادمة من كاشار وتم إنقاذهم. وأُضرِمت النيران في المقيمية بُعيد مغادرتهم.
في 27 مارس 1891، وصلت أنباء عمليات الإعدام إلى البريطانيين. اتخذ العقيد تشارلز جيمس ويليام غرانت زمام المبادرة بتنظيم حملة عقابية قوامها 50 جندي من فرقة (بورما) مشاة مدراس الثانية عشرة و35 عضو من فوج غورخا الثالث والأربعين، غادر رتل غرانت بلدة تامو، بورما في اليوم التالي.
المرأة الوحيدة في التراجع من مكان الإقامة كانت إيثيل غريموود التي كُرِّمت لاحقًا لدى عودتها إلى بريطانيا كبطلة «كارثة مانيبور». حصلت على ميدالية و1000 جنيه إسترليني ومعاش في القائمة المدنية وكتبت سيرتها الذاتية. إن مساهمتها ليست بالأمر الواضح الآن، لكن كان لا بد من وجود بطل وأصبحت إيثيل ذلك البطل.